# Карнарвъншър
 Карна̀рвъншър (на английски: Caernarvonshire и Carnarvonshire, звуков файл и буквени символи за английското произношение , на уелски: Sir Gaernarfon, Сир Гайрна̀рвон) е историческо графство в Уелс, съществуващо като административно-териториална единица в състава на Англия в периода от 1284 до 1888 г. Площта на графството е 1462m2, а столицата е Карнарвън.
Карнарвъншър е граничил с уелските графства Мерианътшър на юг, Денбишър на изток и е бил отделен от остров Ангълси чрез пролива Менай.
Графството е създадено от Едуард II през 1284 г. и е включено в състава на Англия.
Със Закона за местното управление от 1888 г. графството е преобразувано в административно графство Карнарвъншър. След това териториалното деление на Уелс е изменено със Закона за местното управление от 1972 г., който създава административна система на две нива, според която земята на Карнарвъншър влиза в състава на графство Гуинед, в качеството на териториална единица от второ ниво.
От 1996 г. територията на Карнарвъншър влиза в състава на административана област Гуинед.
|  | Тази страница частично или изцяло представлява превод на страницата „Карнарвоншир“ в Уикипедия на руски. Оригиналният текст, както и този превод, са защитени от Лиценза „Криейтив Комънс – Признание – Споделяне на споделеното“, а за съдържание, създадено преди юни 2009 година – от Лиценза за свободна документация на ГНУ. Прегледайте историята на редакциите на оригиналната страница, както и на преводната страница, за да видите списъка на съавторите. ВАЖНО: Този шаблон се отнася единствено до авторските права върху съдържанието на статията. Добавянето му не отменя изискването да се посочват конкретни източници на твърденията, които да бъдат благонадеждни. |